# كلاوس ماينه
كلاوس ماينه (بالألمانية: Klaus Meine)‏ (ولد في 25 أيار 1948) هو المغني الرئيسي في فرقة هارد روك الألمانية سكوربيونز. بدأ حياته المهنية بتكوين مهني كي يصبح صانعا للديكورات. عمل بعد إنهائه في خدمات التوصيلات بالسيارة. وكان يغني مساء في نوادي في مدينة هانوفر الألمانية. أسّس فرق سكوربيونس مع زميله رودولف في عام 1969. لم يترك مدينته هانوفر حتى اليوم، وتخلى فريق سكوربيونس عن فكرة الهجرة والعمل في الولايات المتحدة الأمريكية، لأسباب عائلية.
المغني ومؤلّف كلمات كثير من أغاني الفريق متزوج منذ عام 1977 ولديه مع زوجته ابن واحد.
كلاوس وعازف الجيتار رودولف هما الوحيدان من الأعضاء الذان شاركا في جميع ألبومات الفرقة منذ تأسيسها.

## روابط خارجية
- كلاوس ماينه على موقع IMDb (الإنجليزية)
- كلاوس ماينه على موقع ألو سيني (الفرنسية)
- كلاوس ماينه على موقع ميوزك برينز (الإنجليزية)
- كلاوس ماينه على موقع قاعدة بيانات الأفلام السويدية (السويدية)
- كلاوس ماينه على موقع إن إن دي بي (الإنجليزية)
- كلاوس ماينه على موقع أول ميوزيك (الإنجليزية)
- كلاوس ماينه على موقع ديسكوغز (الإنجليزية)
- كلاوس ماينه على موقع قاعدة بيانات الفيلم (الإنجليزية)
- كلاوس ماينه على موقع كينوبويسك (الروسية)